# Stellarium
Stellarium是一款天文类自由软件，以GNU通用公共许可证发布，可以运行在Linux、Windows及Mac OS X操作系统中。Stellarium Mobile是该项目衍生的付费移动应用版本，支持安卓、iOS和塞班操作系统。Stellarium使用OpenGL对星空做实时渲染。

## 功能与特性
Stellarium是一個模擬天文台，常用于辅助天文观测。選定時間與地點，即可以看見如同使用眼睛、雙筒望遠鏡或是小型天文望遠鏡所見的星空，（默认）包括60多萬顆恆星、太陽系的主要天體和8万個深空天體。
Stellarium也能够逼真地模擬日出、日落、日食、月食、凌日、流星雨等各種天文現象，具有接近于照片效果的大气层模拟：可以准确地展示大气的散射、折射和温度不均对观测的影响，亦可以模拟城市光污染。Stellarium还可以在天球上叠加显示实用信息，如星座圖像、赤道座標、地平座標和二十餘種世界各地的星空文化等。
Stellarium具有高度的可扩展性，可随时在线更新天体数据，也具有连接控制望远镜的能力。

## 历史
Stellarium项目源于2001年，由法国程序员Fabien Chéreau发起。
2006年，Stellarium成为了SourceForge上的特色项目。
现在该项目由Alexander Wolf等人维护。
自2011年，Stellarium成为了Ubuntu软件中心的特色应用。
2017年，Stellarium将项目从SourceForge迁移到了GitHub。
2022年10月推出1.0版本，並支援Qt6框架環境。

### 中文化
較早的Stellarium版本對中文的支持較弱，使用者必須自行安裝中文字型才能正確顯示中文。在Stellarium 0.9.0之后的版本中，已经基本解决中文化问题。
2007年，刘春滨依照伊世同的《中西對照恆星圖表1950.0》，製作了「中文星名擴展包」。
2011年，刘春滨製作了「中文星名擴展包【終極版】」
，中文星名數量擴充到到3247個，將中國古星名全部纳入其中。
2017年，完整的中国星空文化已经包含在Stellarium发行版本中，并有英、德、俄等多国的本地化。
Stellarium已经将本地化从Launchpad迁移到了Transifex，和其他国家与地区的本地化工作一样，Stellarium的中文在地化由社区志愿者完成。

## 截圖

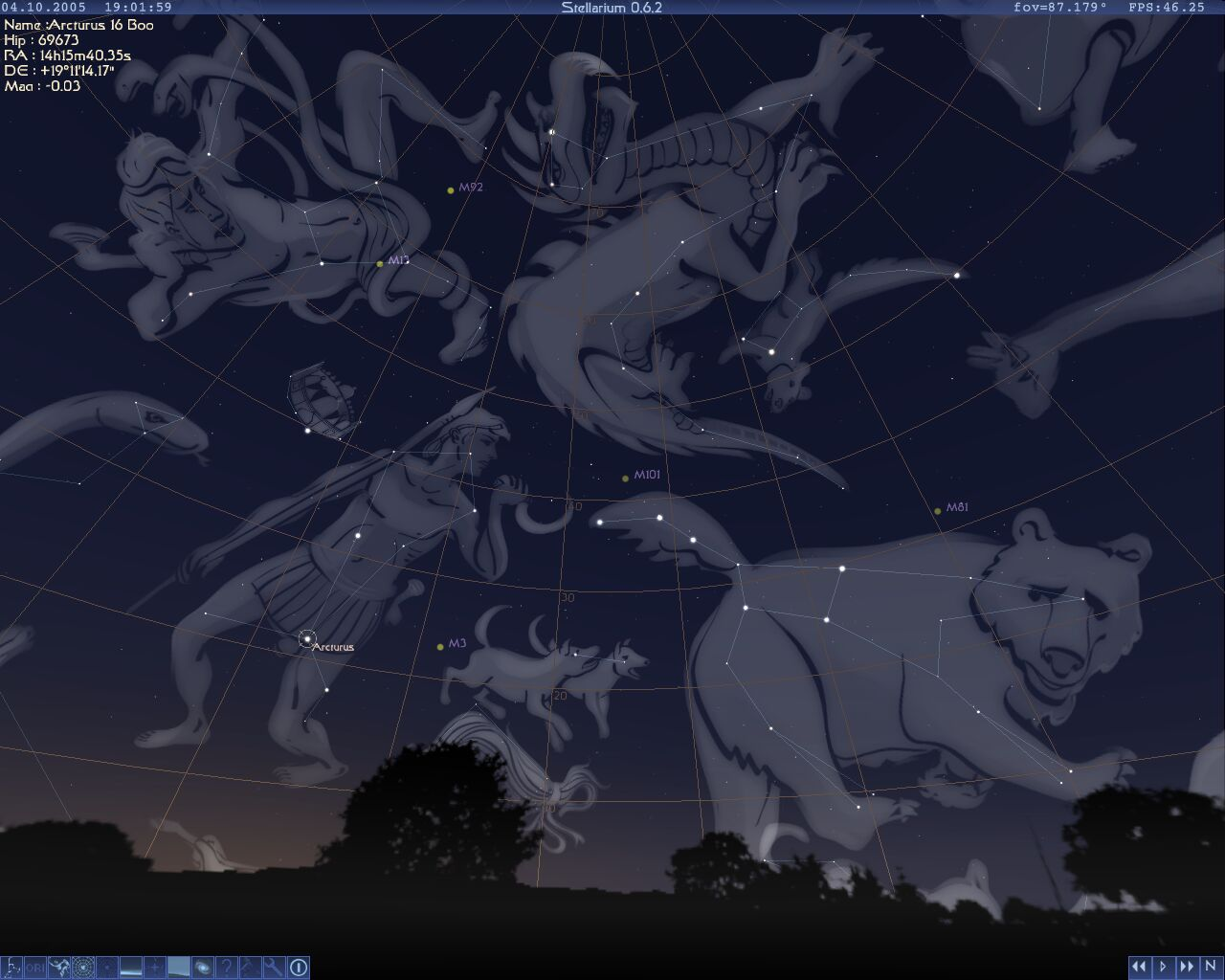
使用0.6.2版本观察的星空及星座图绘
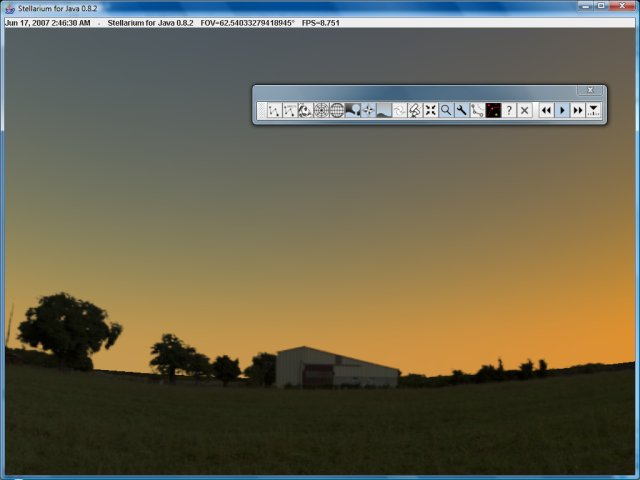
Stellarium的Java版本 0.8.2
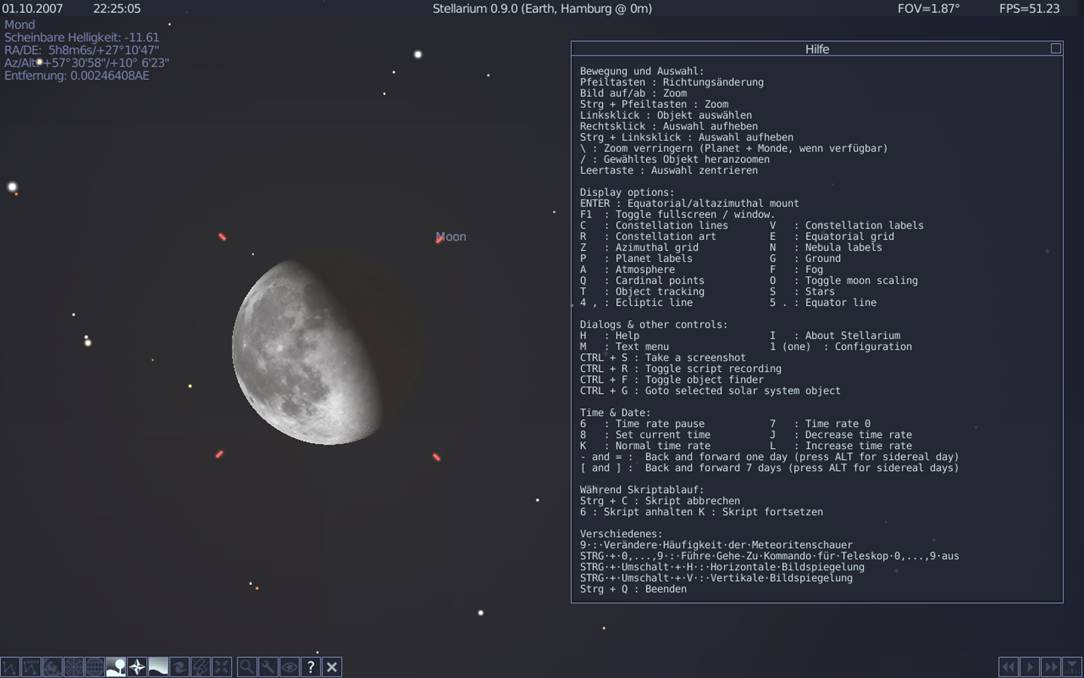
使用0.8.0版本观察的德国汉堡的星空
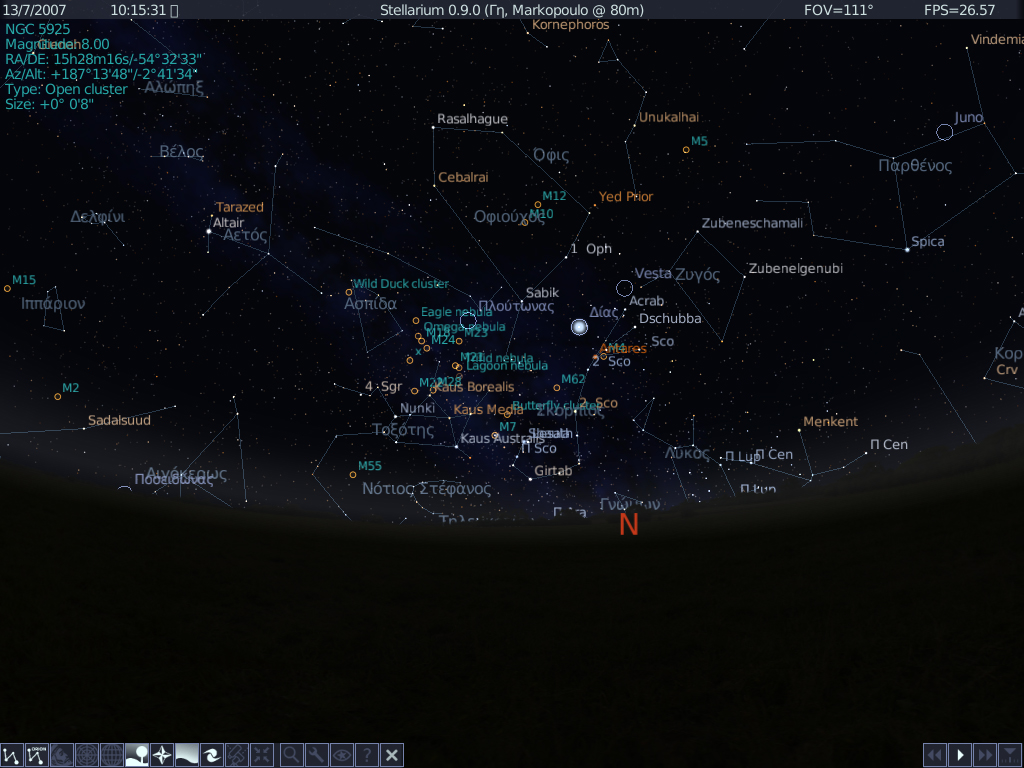
使用0.9.0版本观察的希腊马科普隆的星空
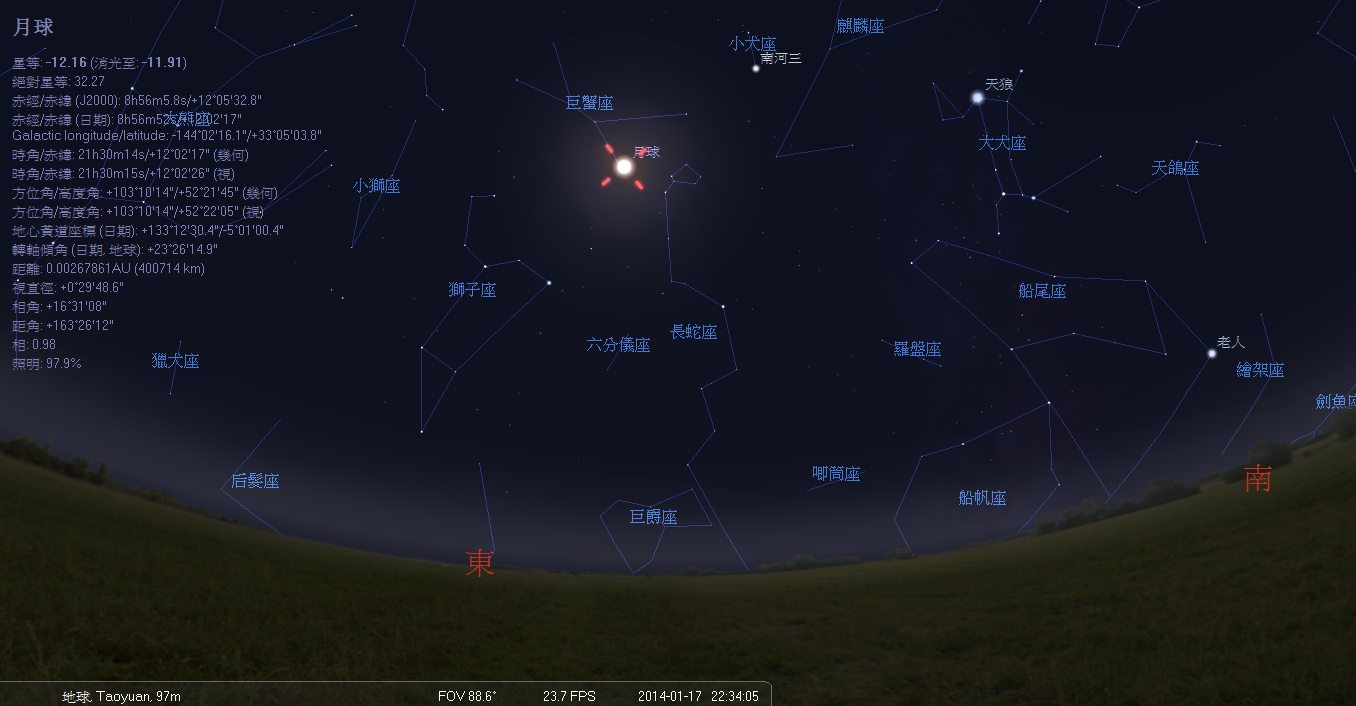
0.12.4繁體中文版

## 外部連結
- 官方网站
- Stellarium的X（前Twitter）
- GitHub上的stellarium頁面
- Stellarium瀏覽器版（只有部分功能）
- Stellarium Wiki （页面存档备份，存于）（中文）
- []：將中国古星名全部纳入Stellarium